# Conjunt monumental de Maties Corví de Cluj-Napoca

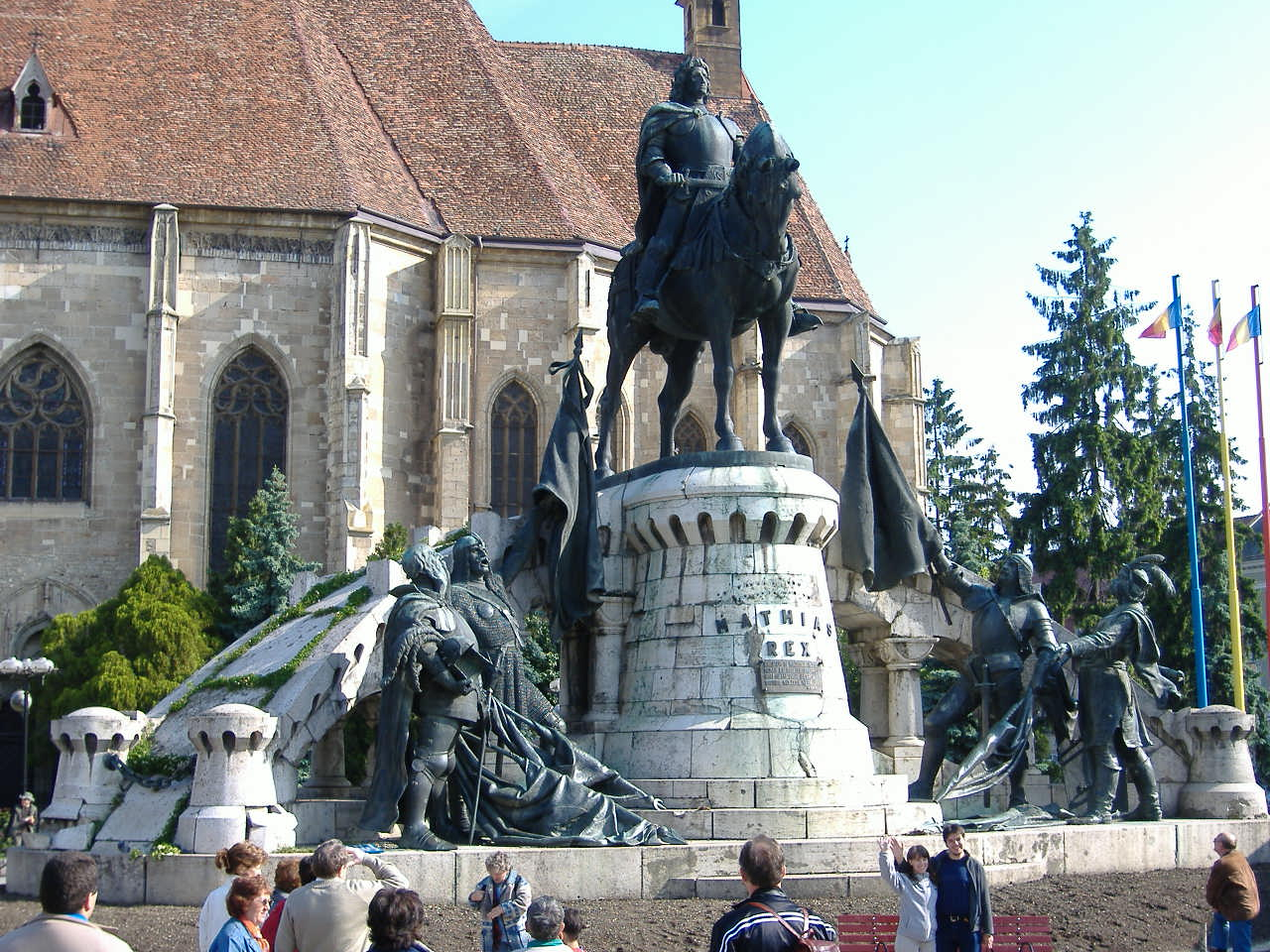
L'estàtua de Maties Corví abans de la restauració 2010-2011

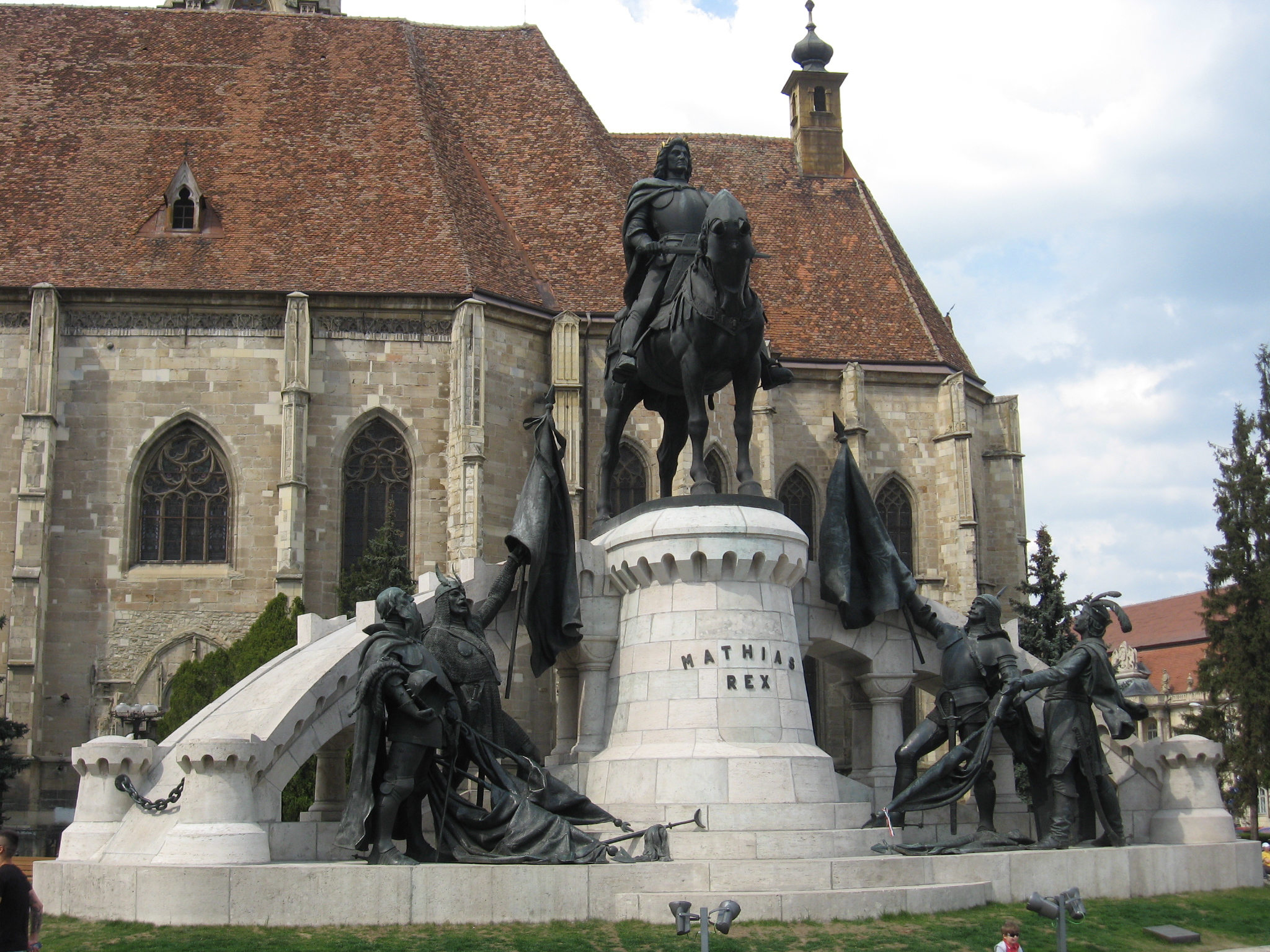
Estàtua de Maties Corví després de la restauració (2011)

El conjunt monumental Maties Corví, format per cinc estàtues que representaven el rei Maties Corví (eqüestre) i els seus quatre generals, es va donar a conèixer el 1902 a la Gran Plaça de Cluj. El model de l'obra, obra dels artistes János Fadrusz i Lajos Pákey, va guanyar el 1900 el gran premi de l'Exposició Universal de París. El monument de Cluj s'ha convertit amb el pas del temps en un dels signes distintius de la ciutat.
El conjunt està classificat com a monument històric a la llista de monuments històrics amb el nom d'Estàtua eqüestre de Maties Corví i el codi CJ-III-mA-07819.

## Històric

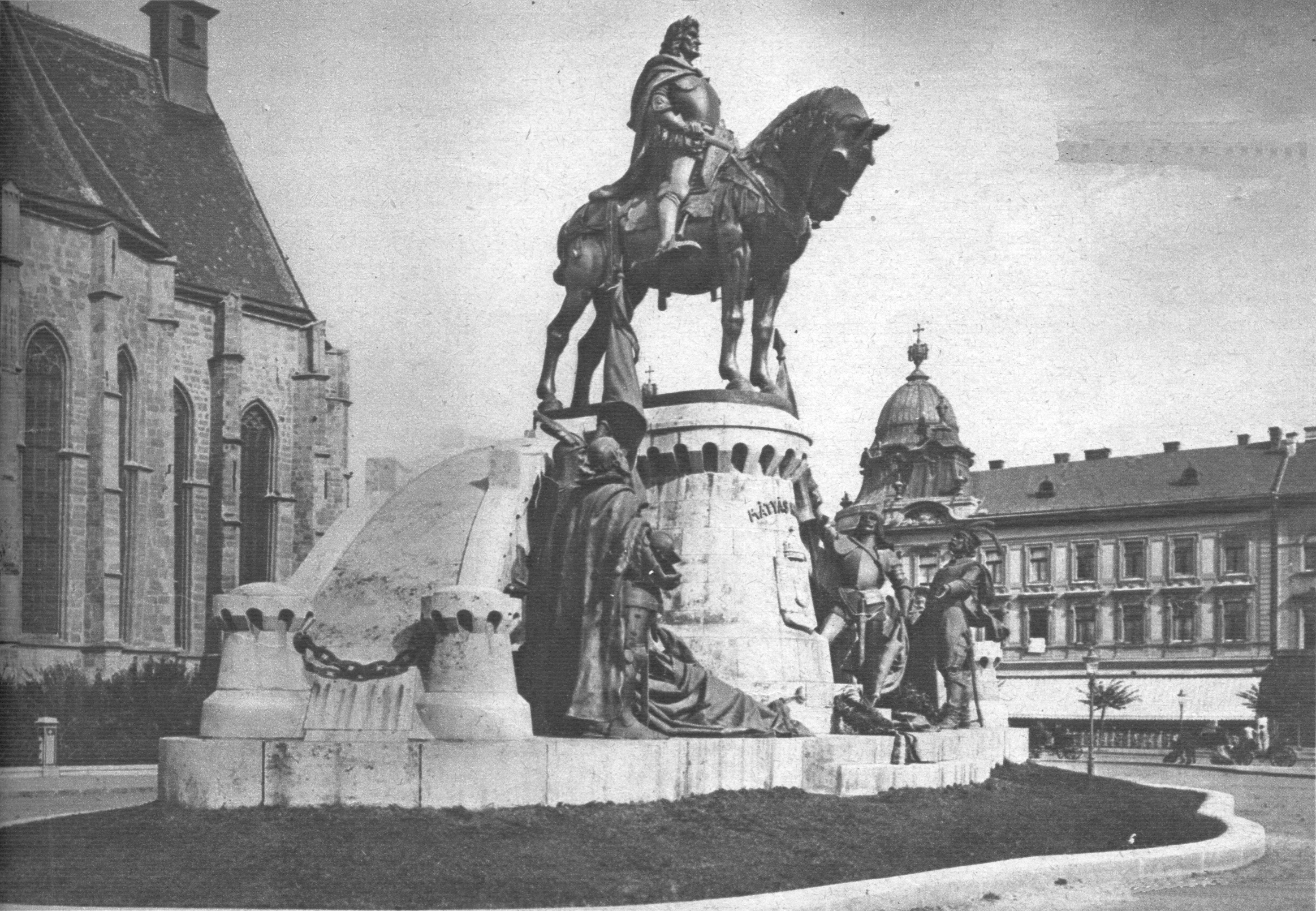
L'estàtua de Maties Corví el 1902

La idea d'erigir una estàtua de Maties Corví (en llatí Matthias Corvinus i en romanès Matei Corvin) a Cluj es remunta al 1882, any en què el Consell Legislatiu de la ciutat de Cluj va establir l'execució d'un monument en honor al gran fill de la ciutat. El model de János Fadrusz va ser aprovat per unanimitat per les autoritats locals el 1894. L'arquitecte Lajos Pákey va dissenyar la base de l'estàtua, representant un bastió de la muralla de la ciutat de Cluj. L'estàtua eqüestre de Maties Corví es distingeix pel posicionament de les quatre peülles dels cavalls a terra, cosa que, segons la tradició, significa que el personatge del cavall va morir de forma natural i no en batalla.
El monument va ser finançat per subscripcions públiques. Els elevats costos de la construcció del monument van endarrerir la inauguració, de manera que les festes només van tenir lloc el 12 d'octubre de 1902. Les estàtues de bronze de Maties Corví i els quatre comandants van ser portades amb tren des de Budapest i transportades sobre els rails d'una antiga línia de tramvia tirada per cavalls fins al centre de Cluj, on es van col·locar sobre el pedestal de pedra. Per quedar-se en la memòria de Cluj, János Fadrusz va donar la cara a una de les personalitats de bronze que custodiaven el rei Maties al general Stefan Báthory.
El 1919 es van fer esforços per retirar o traslladar el monument, considerat una relíquia del nacionalisme hongarès. L'historiador Nicolae Iorga va trobar la solució per salvar el monument, destacant l'origen romanès del rei Maties en una placa trilingüe situada al costat nord del pedestal. El 1940 es va eliminar la inscripció. El 1992 l'alcalde Gheorghe Funar va ordenar col·locar la cita de Nicolae Iorga a la base de l'estàtua, al costat sud, a la façana. Amb motiu de la restauració del monument el 2010, la placa amb aquesta cita es va retirar completament per primer cop, després es va col·locar al pedestal el 23 de maig de 2011. En el context de les denúncies penals relacionades amb la col·locació no autoritzada de la placa, els membres del Grup d'iniciativa Bolyai van enganxar el 18 de juliol de 2011 sobre la placa no autoritzada un text que ressaltava la col·laboració hongarès-moldava al front anti-otomà, materialitzat a Victòria de Vaslui el 1475, text eliminat poc després, a favor de la placa referent a l'enfrontament hongarès-moldau a Baia, del 1467.
El conjunt monumental Maties Corví es va restaurar entre el 2010 i el 2011, una acció finançada pels ministeris de cultura de Romania i Hongria. El líder artístic de la restauració va ser el mestre Tibor Kolozsi.
La inauguració del monument restaurat va tenir lloc el 2 d'abril de 2011, en presència del primer ministre Emil Boc i del ministre de Cultura, Hunor Kelemen. Zsolt Semjén, Miklós Réthelyi i Géza Szőcs van ser presents a la cerimònia en nom del govern hongarès. László Tökes i Lajos Kántor també van intervenir a la cerimònia i un grup d'estudiants del Bethlen College d'Aiud van presentar un programa de danses de l'època renaixentista.
L'estàtua eqüestre del monument s'evoca, com a símbol de la ciutat i l'heroisme, a la novel·la molt curta de Gib I. Mihăescu , The Chocolate Woman, publicada el 1933.

## Descripció
El monument es compon d'una estàtua eqüestre del rei Matthias Corvíus, davant de la qual es col·loquen les 4 estàtues següents (d'esquerra a dreta):
- Blasius Magyar, l'antic líder de les tropes mercenàries, el famós "Exèrcit Negre"
- Paul Chinezu, comitès de Timiș
- Stefan Szapolyai, virrei d'Hongria
- Stefan Báthory, voivode de Transsilvània

Al pedestal hi havia inicialment la inscripció hongaresa Mátyás Király (rei Matthias, entre 1902-1918), després substituïda per Matei Corvíul (1918-1940), Mátyás Király (1940-1944), Mathias Rex (després de 1944 fins ara).

## Galeria d'imatges

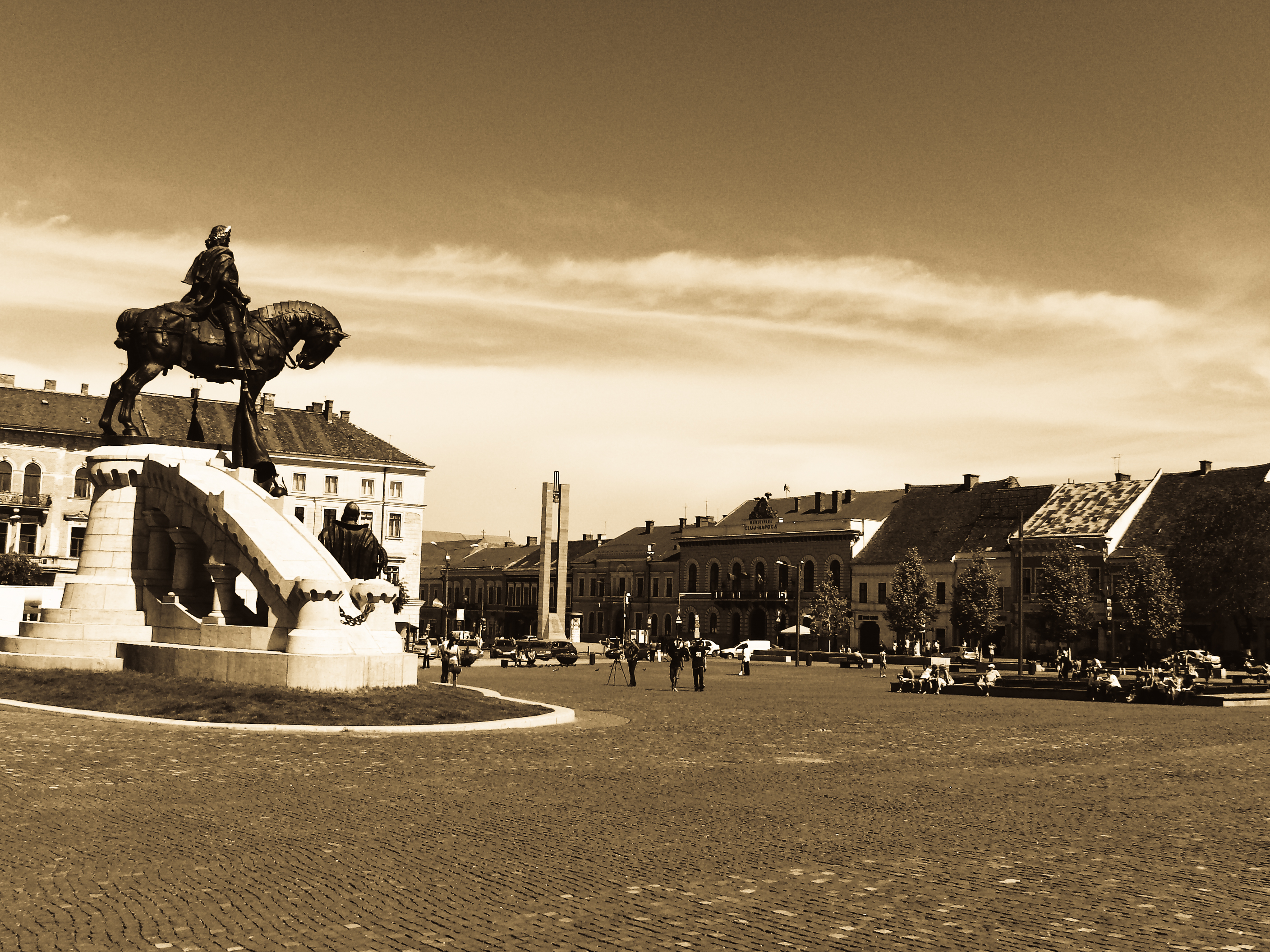
Conjunt monumental de Maties Corví de Cluj - pla general
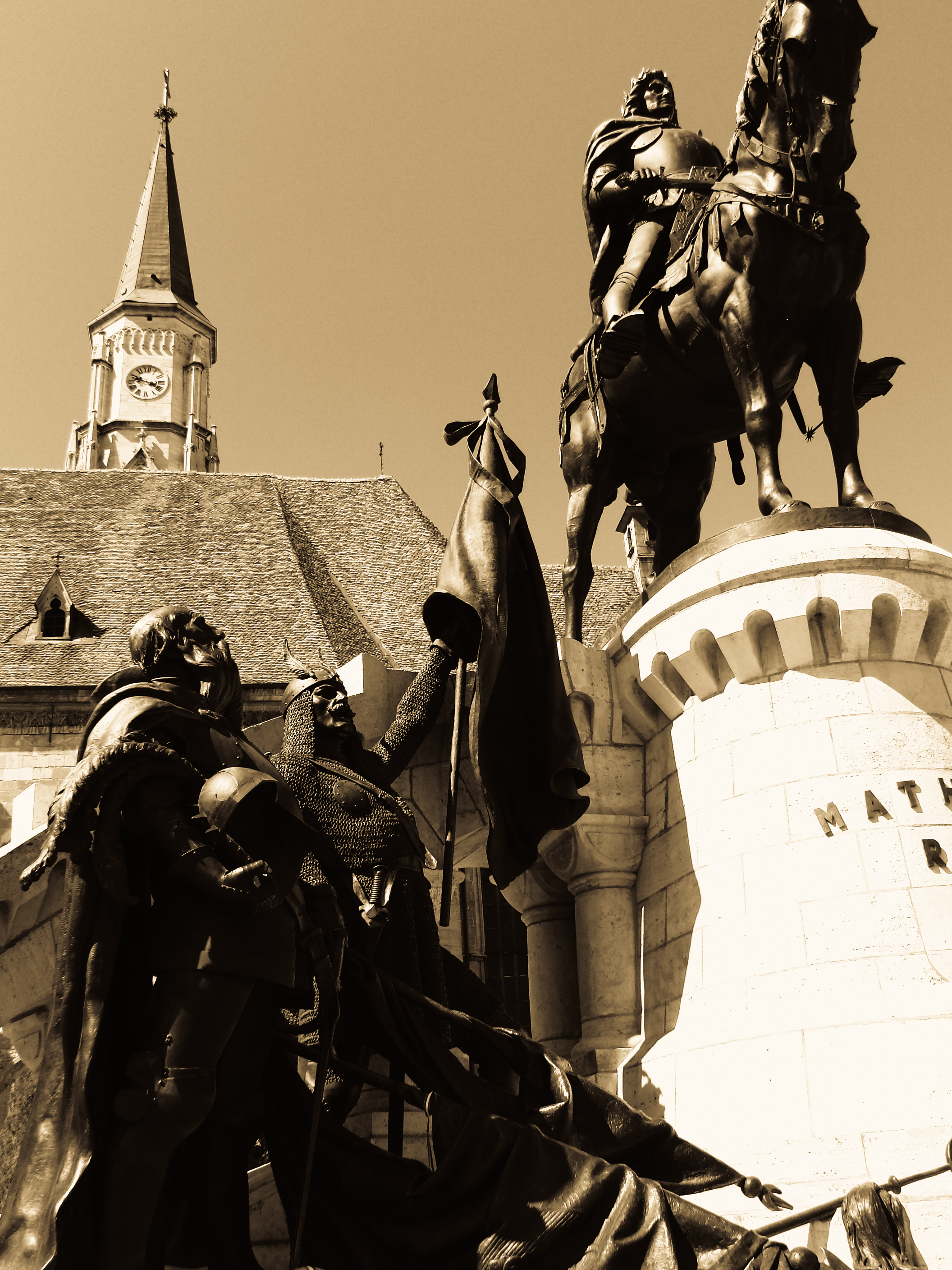
Conjunt monumental de Maties Corví de Cluj
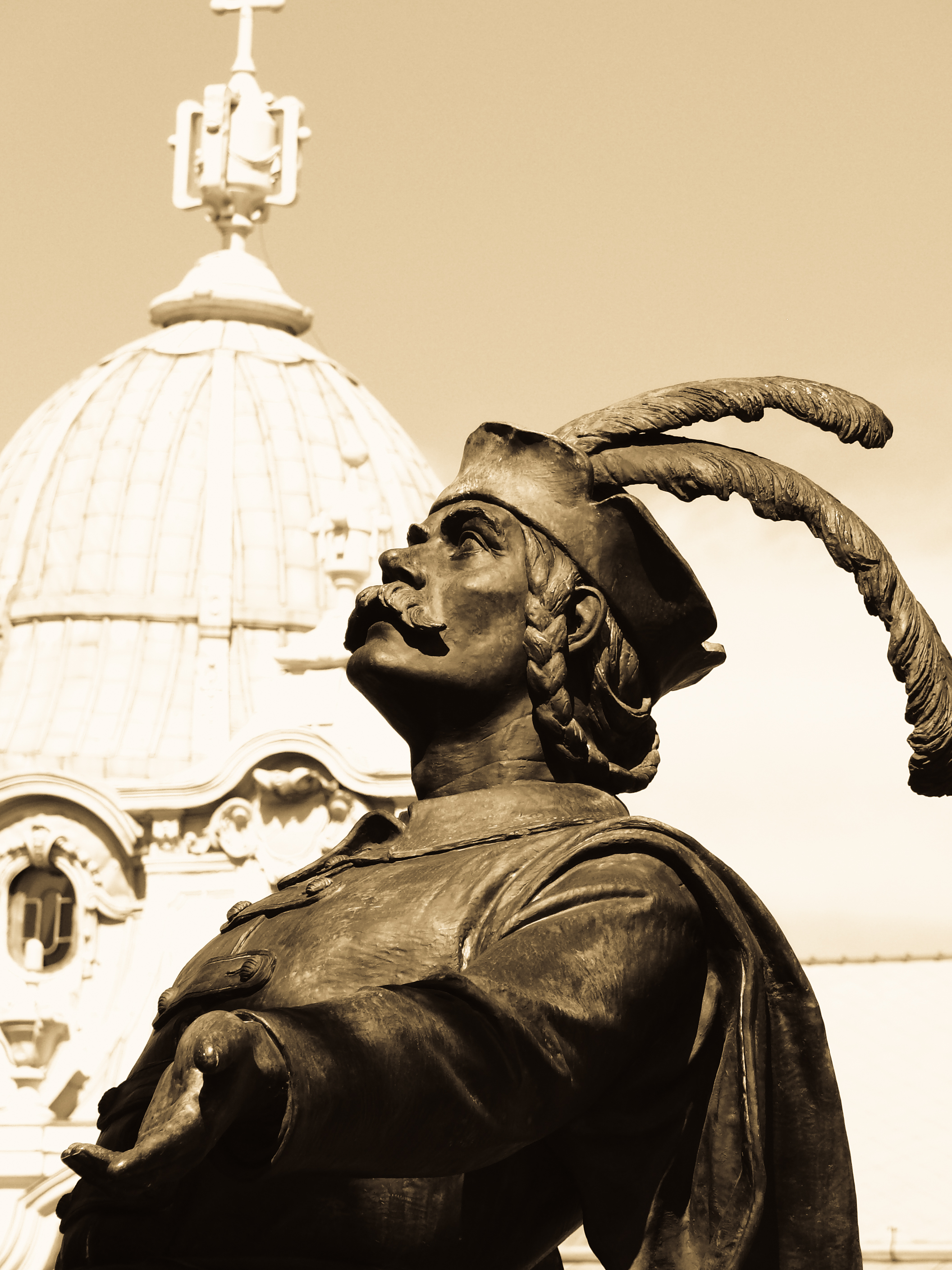
Conjunt monumental de Maties Corví de Cluj
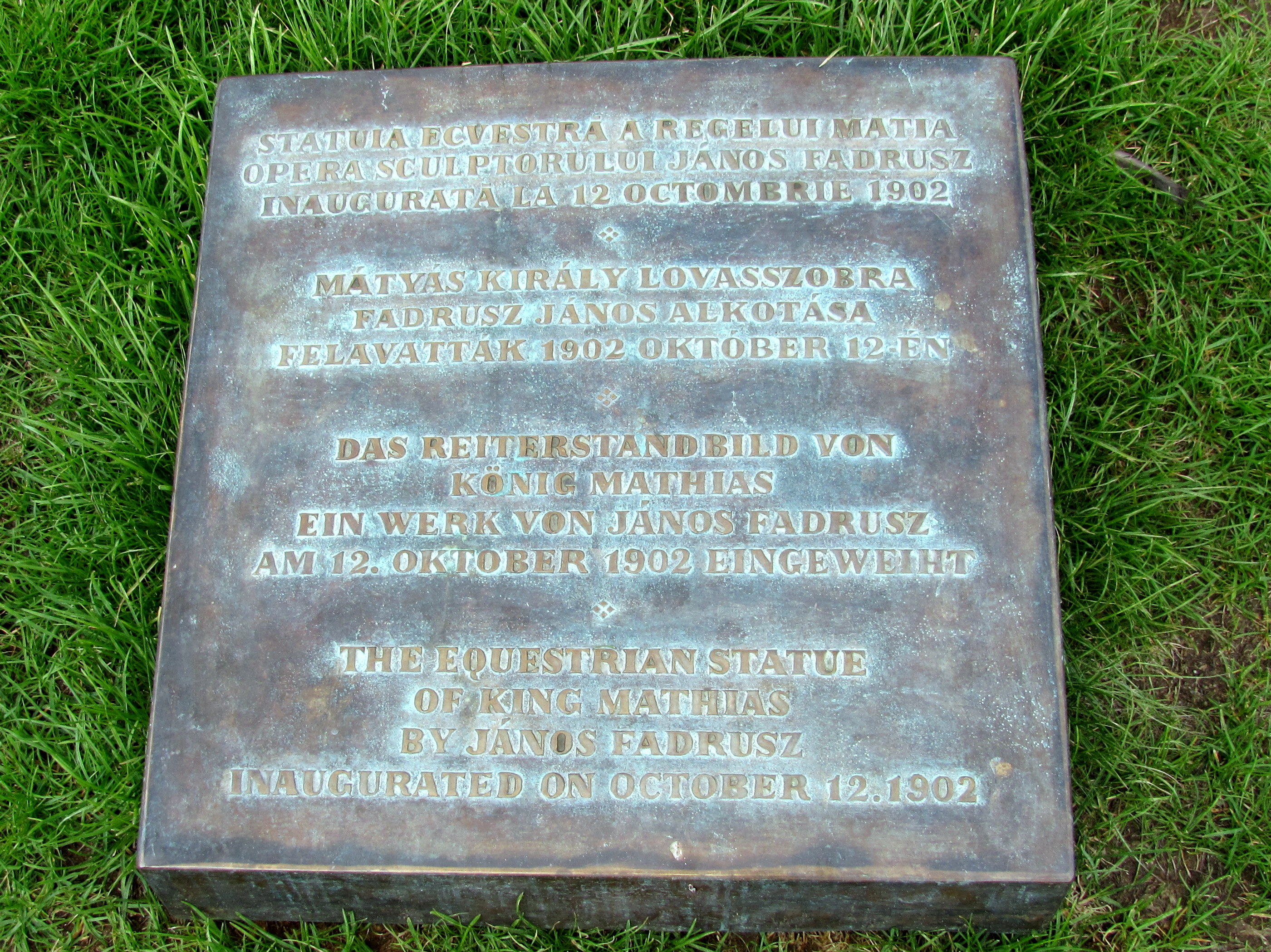
Conjunt monumental de Maties Corví Inscripció 1
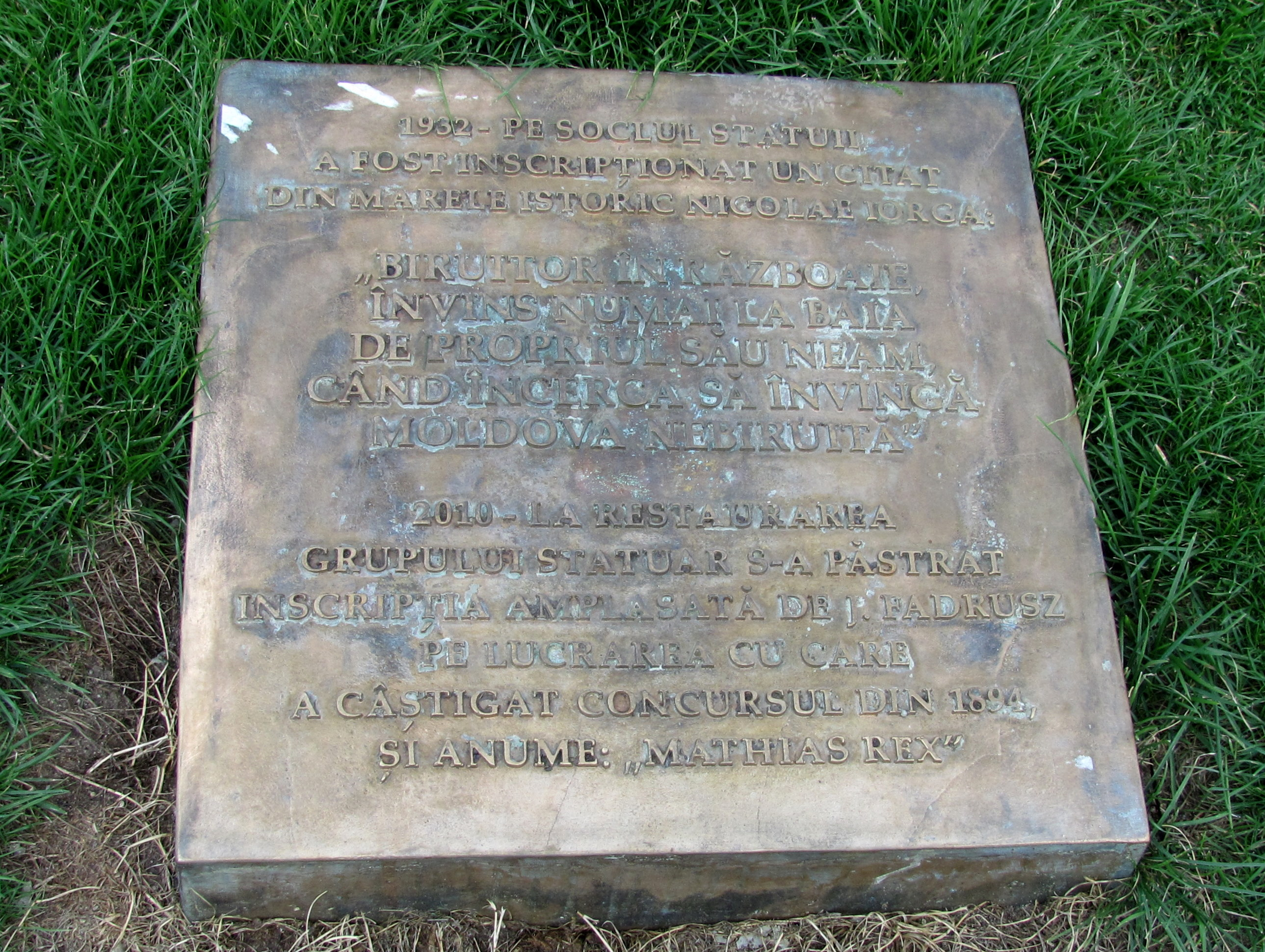
Conjunt monumental de Maties Corví Inscripció 2
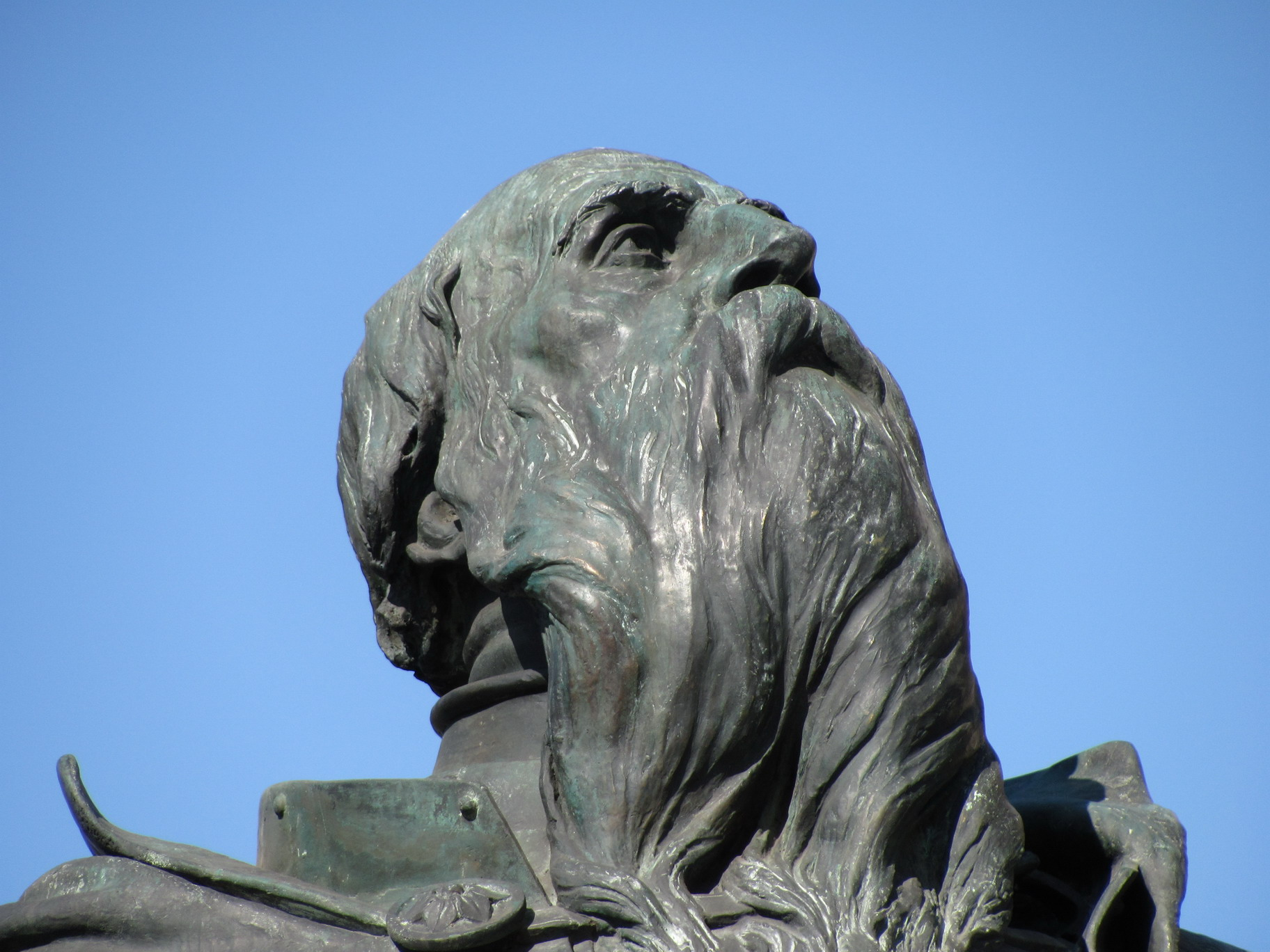
Conjunt monumental de Maties Corví (Blasius Magyar)
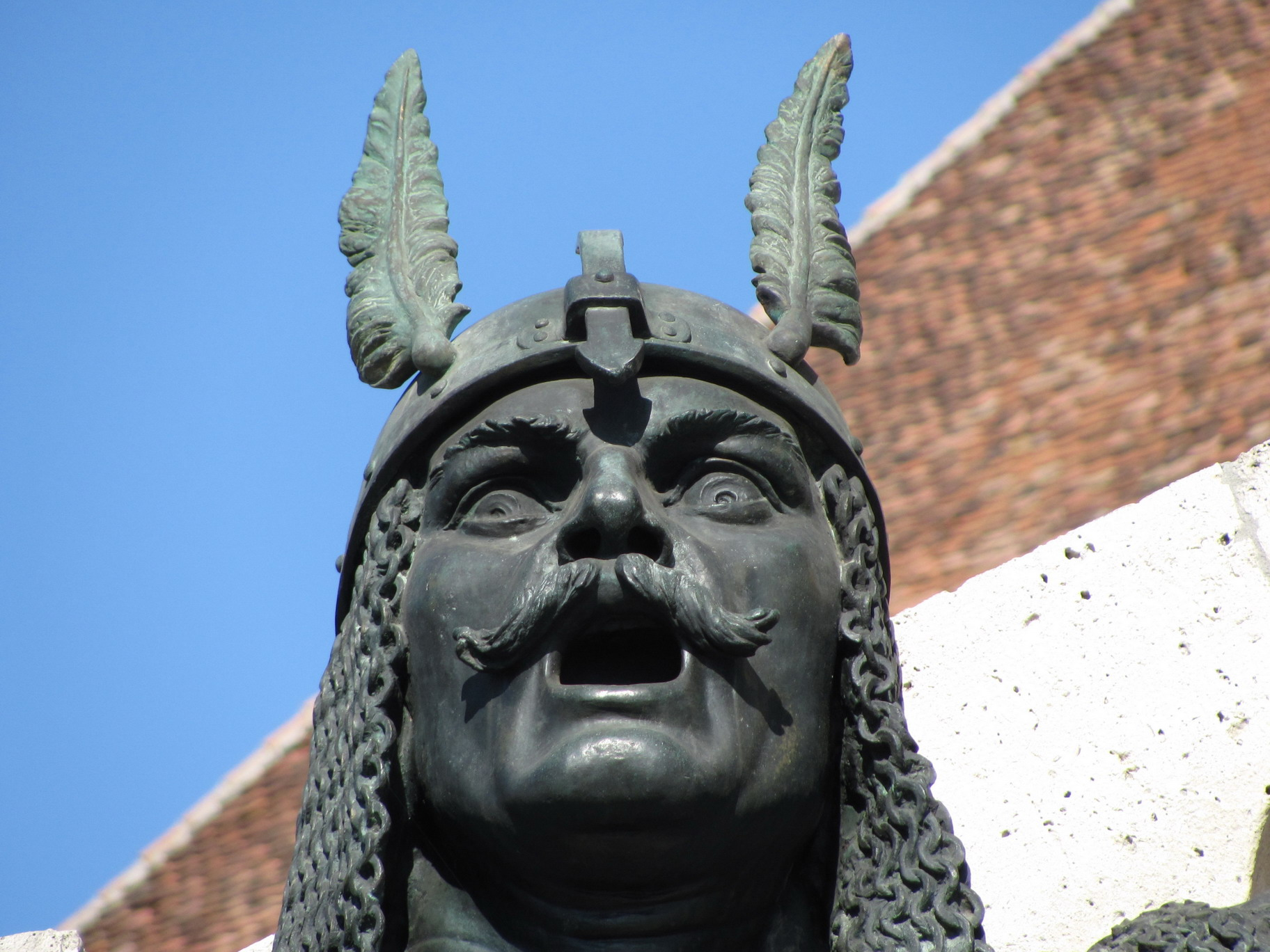
Conjunt monumental de Maties Corví (Paul Chinezu)
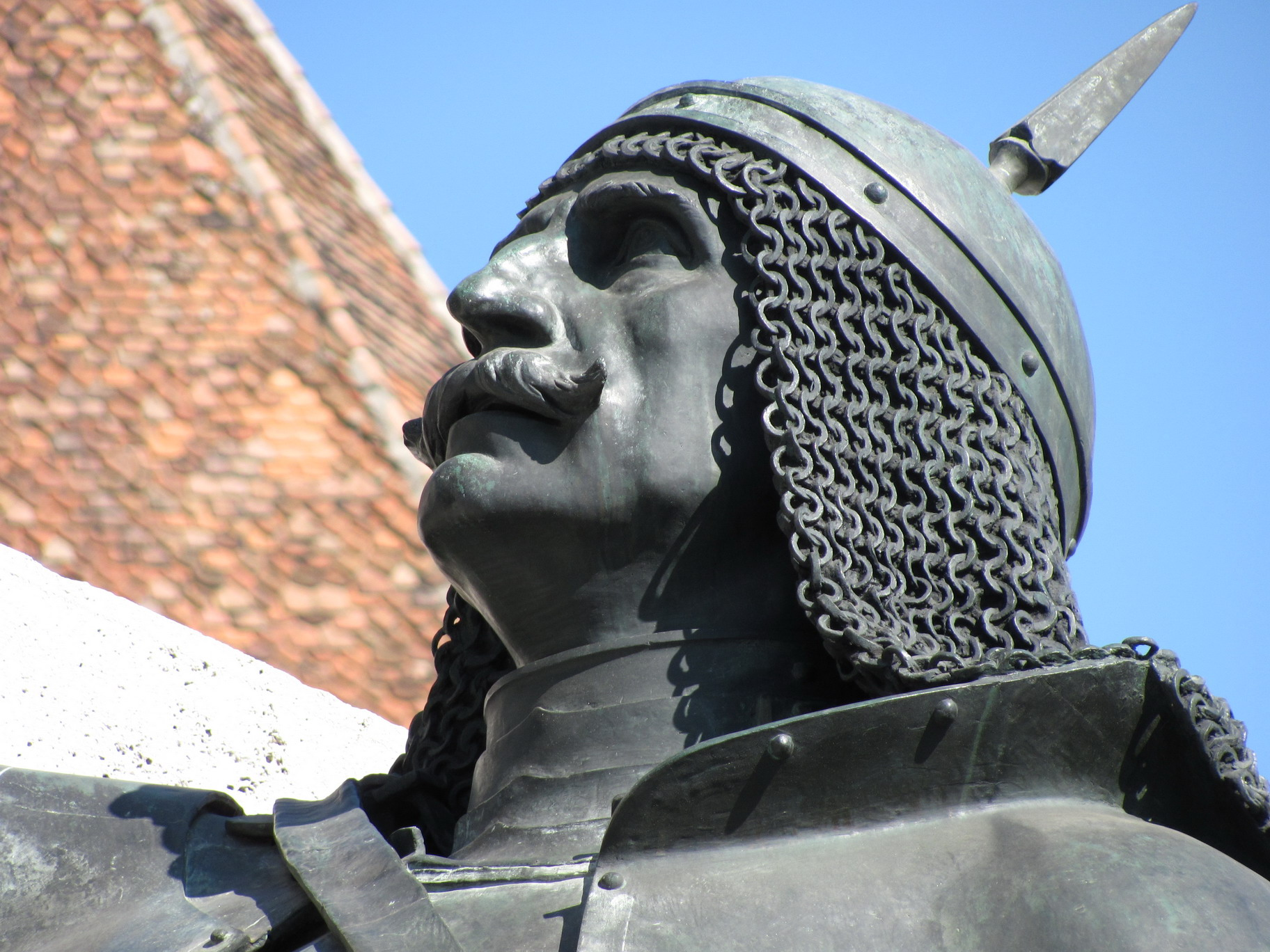
Conjunt monumental de Maties Corví (Ștefan Szapolyai)
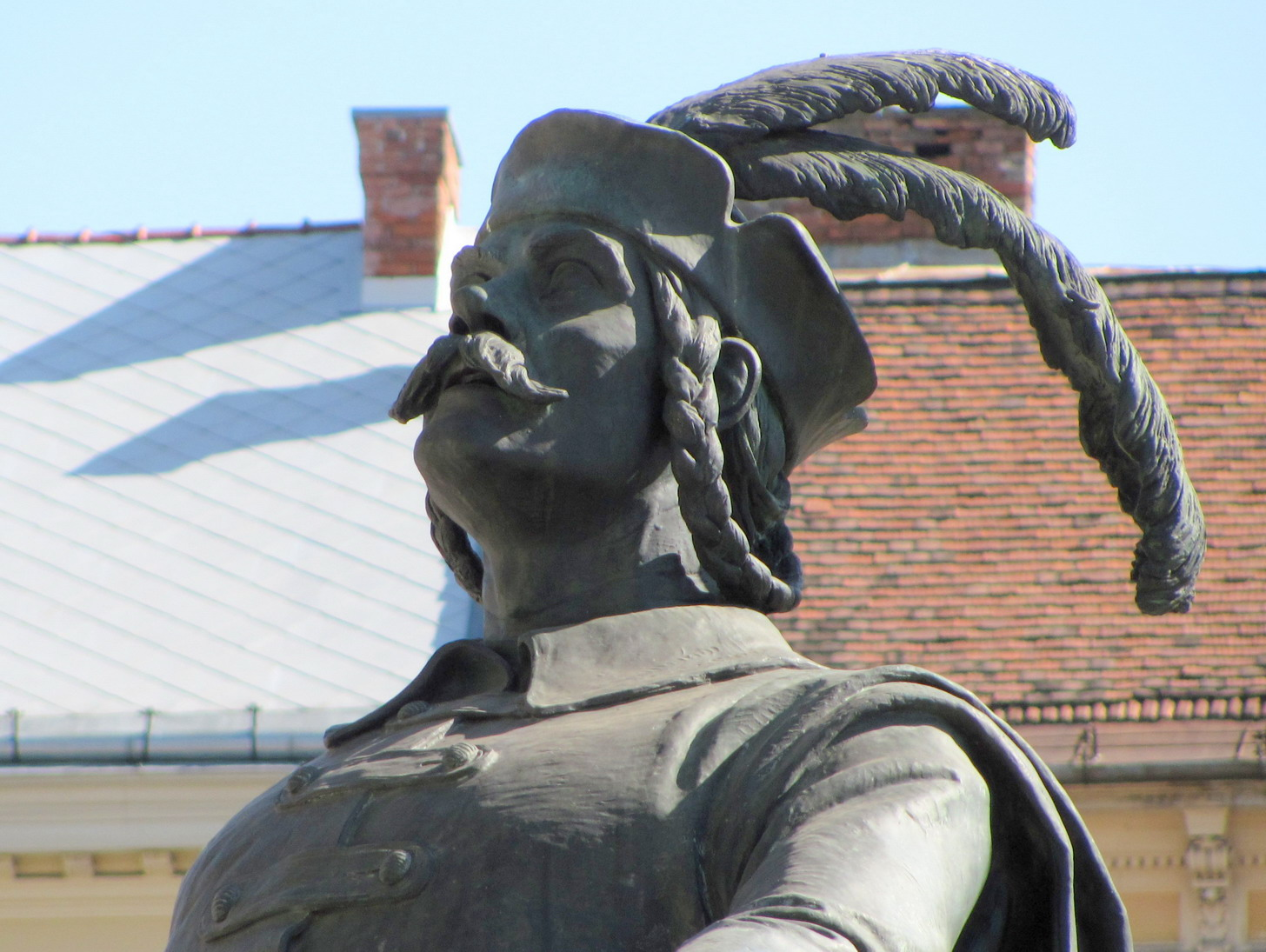
Conjunt monumental de Maties Corví (Ștefan Bathory)